# Presbyterian Church of Aotearoa New Zealand
Die Presbyterian Church of Aotearoa New Zealand ist eine calvinistisch protestantisch orientierte Kirche mit schottischen Wurzeln in Neuseeland. Sie hat ihren Sitz in Wellington. Die Kirche war 2006/2007 in 403 Gemeinden mit rund 28.500 Mitgliedern vertreten. Die Führung der Kirchengemeinde obliegt den gewählten „Ältesten“. Zusammen mit dem Pastor organisieren sie die Seelsorge.

## Geschichte
Die Entstehungsgeschichte der Presbyterian Church of Aotearoa New Zealand geht zurück bis auf das Jahr 1840, als am 21. Februar des Jahres die ersten Presbyterianer als Siedler auf der Bengal Merchant nach Neuseeland kamen und in Petone, am Port Nicholson gelegen, an Land gingen. Unter ihnen war John Macfarlane, Pastor der Church of Scotland, der am 7. Januar 1844 in Wellington die erste Kirche der Glaubensgemeinschaft in Neuseeland unter dem Namen Scots Church, später St. Andrew's genannt, eröffnete.
Bei der „disruption“ (Abspaltung) der Free Church of Scotland von der Church of Scotland verließen 1843 gut ein Drittel der Gläubigen die traditionelle Kirche Schottlands und schlossen sich der neuen Kirche an. In dieser Aufbruchsstimmung und beflügelt durch das Kolonisierungsprojekt der New Zealand Company sammelten sich Gläubige der neuen Free Church of Scotland, um als Siedler nach Neuseeland auszuwandern. Als Vertreter der Scottish Free Church Lay Association und unter der Führung von Kapitän William Cargill und dem Pastor Thomas Burns erreichten die Siedler im Frühjahr 1848 Port Chalmers, benannt nach dem Mathematiker, Professor für Moralphilosophie, Thomas Chalmers, der seinerzeit Führer der Free Church of Scotland war. Sie gründeten in Otago die Stadt Dunedin und die erste Presbyterian Church auf der Südinsel der Kolonie Neuseeland. Dokumentiert wurde dies 25 Jahre später mit dem Bau der First Church of Otago, die im November 1873 ihrer Bestimmung übergeben wurde.
1851 sandten eine Gruppe schottischer Siedler aus Wellington eine Petition ins Heimatland, mit der Bitte, einen Pastor der neu gegründeten Free Church of Scotland für die Bildung einer Gemeinde zu bekommen. Die Kirche sandte mit Pastor John Moir 1853 einen Vertreter und gründete somit die zweite Presbyterian Church auf der Nordinsel, heute in Wellington unter St. John's bekannt.
In den folgenden Jahren anstanden unterschiedliche Kirchenneugründungen in der gesamten Kolonie, wobei die Entwicklung auf der Südinsel durch den wirtschaftlichen Aufschwung, verursacht durch den Goldrausch in Otago, schneller voranging als auf der Nordinsel. Trotz gleichen Ursprungs und den ersten Bemühungen im Jahr 1861 die Presbyterianer in einer Kirchenorganisation zu vereinigen, kam die Vereinigung der Kirchen erst unter der Führung von James Gibb im Jahr 1901 zustande.
Nach einer ständigen Weiterentwicklung und steigendem Mitgliederzuspruch konnte die Presbyterian Church of New Zealand 1964 mehr als eine halbe Million Gläubige in 446 Gemeinden mit über 800 Kirchen zählen.

## Heute
Die Presbyterian Church of Aotearoa New Zealand teilt sich heute in zahlreiche verschiedene Organisationen mit unterschiedlichen Aufgaben und Zielen auf:
- Association of Presbyterian Women (APW) – Frauenorganisation in der Kirche[5]
- Association of Reconciling Congregations & Christians (ARCC) – ein ökumenisches Netzwerk von Schwulen, Lesben, Transsexuellen und bisexuellen Christen, die dafür eintreten, dass die sexuelle Orientierung keine Barriere zu Gott oder zur Beteiligung am Leben in der Kirche darstellt.[6]
- Evangelical Presbyterian Missionary Fellowship – Gemeinschaft der Missionare
- The Knox Centre for Ministry and Leadership & Salmond Hall – Dachorganisation für das Knox Centre for Ministry and Leadership und das Salmon College, beide in Dunedin.
- Presbyterian Affirm – ein Netzwerk für Taten, Glaube, Gemeinschaft, Fürsprache, Erneuerung und Mission innerhalb der Kirche[7]
- Presbyterian Historical Society – Herausgeber von Büchern
- Presbyterian Church Archives Research Centre New Zealand (PCANZ) – Nationale Agentur und historisches Archiv der Presbyterian Church of Aotearoa New Zealand[8]
- Presbyterian Savings & Development Society (PSDS) – Kircheneigene Spar- und Darlehnsbank[9]
- Presbyterian Support New Zealand – landesweit sieben Presbyterian Support Organisationen, die Hilfe und Unterstützung für ältere Menschen, Menschen mit Behinderungen, Familien mit sozialen Problemen und bedürftigen Kindern und Jugendlichen anbieten[10]
- Westminster Fellowship – Gruppe in der Kirche, die dem Westminster Confession of Faith folgen